# میگل البیول
میگل البیول (انگلیسی: Miguel Albiol؛ زادهٔ ۲ سپتامبر ۱۹۸۱) بازیکن فوتبال اهل اسپانیا است.
از باشگاه‌هایی که در آن بازی کرده‌است می‌توان به باشگاه فوتبال رایو وایکانو، باشگاه فوتبال رئال مورسیا، باشگاه فوتبال رکریتیوو اوئلوا، و باشگاه فوتبال والنسیا اشاره کرد.
وی همچنین در تیم‌های ملی فوتبال زیر ۱۷ سال اسپانیا، زیر ۲۰ سال اسپانیا، و زیر ۲۱ سال اسپانیا بازی کرده‌است.